# Decaspermum parviflorum
Decaspermum parviflorum är en myrtenväxtart som först beskrevs av Jean-Baptiste de Lamarck, och fick sitt nu gällande namn av Andrew John Scott. Decaspermum parviflorum ingår i släktet Decaspermum och familjen myrtenväxter.

## Underarter
Arten delas in i följande underarter:
- D. p. parviflorum
- D. p. quadripartitum